# Александер Карл (Анхалт-Бернбург)
Александер Карл фон Анхалт-Бернбург (на немски: Alexander Karl Herzog von Anhalt-Bernburg; * 2 март 1805, Баленщет; † 19 август 1863, дворец Хойм) от династията Аскани, е управляващ херцог на Анхалт-Бернбург (1834 – 1863).

## Биография
Той е единственият син на княз и херцог Алексиус Фридрих Кристиан фон Анхалт-Бернбург (1767 – 1834) и съпругата му принцеса Мария Фридерика фон Хесен-Касел (1768 – 1839), дъщеря на курфюрст Вилхелм I фон Хесен-Касел (1743 – 1821) и принцеса Вилхелмина Каролина Датска (1747 – 1820), дъщеря на датския крал Фредерик V.
Малко след женитбата си майка му Мария Фридерика фон Хесен-Касел се разболява душевно и децата ѝ наследяват нейната болест. Родителите му се развеждат на 6 август 1817 г.
Сестра му Луиза (1799 – 1882) се омъжва 1817 г. за принц Фридрих Пруски (1794 – 1863), син на Фридрих Лудвиг Карл фон Прусия и внук на пруския крал Фридрих Вилхелм III и на кралица Луиза.
Александер Карл поема управлението на 24 март 1834 г. след смъртта на баща му. Същата година на 30 октомври в дворец Луизенлунд (или в дворец Готорф) в Шлезвиг се жени за принцеса Фридерика фон Шлезвиг-Холщайн-Зондербург-Глюксбург (* 9 октомври 1811, Готорф; † 10 юли 1902, Алексисбад), дъщеря на херцог Фридрих Вилхелм (1785 – 1831) и принцеса Луиза Каролина фон Хесен-Касел (1789 – 1867), дъщеря на Карл фон Хесен-Касел. Бракът е бездетен.
Заради своята напреднала шизофрения херцогът се оттегля през ноември 1855 г. в дворец Хойм. Съпругата му принцеса Фридерика е обявена за съ-регентка.
Александер Карл фон Анхалт-Бернбург умира бездетен на 19 август 1863 г. на 58 години в дворец Хойм. Така линията Анхалт-Бернбург изчезва и страната влиза в Херцогство Анхалт с управление в Десау.

## Галерия
- Александер Карл фон Анхалт-Бернбург
- Херцогиня Фридерика фон Шлезвиг-Холщайн-Зондербург-Глюксбург ок. 1840
- Херцогиня Фридерика фон Шлезвиг-Холщайн-Зондербург-Глюксбург